# 安康佤族乡
安康佤族乡（佤语：ang grāg:1015），是中华人民共和国云南省普洱市澜沧拉祜族自治县下辖的一个民族乡。

## 行政区划
安康佤族乡下辖以下村级行政区划单位：
上寨村、安康村、南栅村、糯波村和小班坝村。